# Kokaina (singel)
Kokaina – singel polskiego rapera Young Igiego z albumu !G! Tape #1. Singel został wydany 9 kwietnia 2019 roku. Tekst utworu został napisany przez Igora Ośmiałowskiego.
Nagranie uzyskało certyfikat złotej płyty w 2021 roku.
Singel zdobył ponad 5 milionów wyświetleń w serwisie YouTube (2023) oraz ponad 3 miliony odsłuchań w serwisie Spotify (2023).

## Nagrywanie
Utwór został wyprodukowany przez shiitake. Tekst do utworu został napisany przez Igora Ośmiałowskiego.

## Twórcy
- Young Igi – słowa[1]
- Igor Ośmiałowski – tekst[1]
- shiitake – produkcja[1]